# Warped Tour 2014 Tour Compilation
Warped Tour 2014 Tour Compilation è la diciassettesima raccolta del Warped Tour, pubblicata il 10 giugno 2014 dalla SideOneDummy Records. La copertina ritrae Austin Carlile, cantante degli Of Mice & Men, durante un concerto.

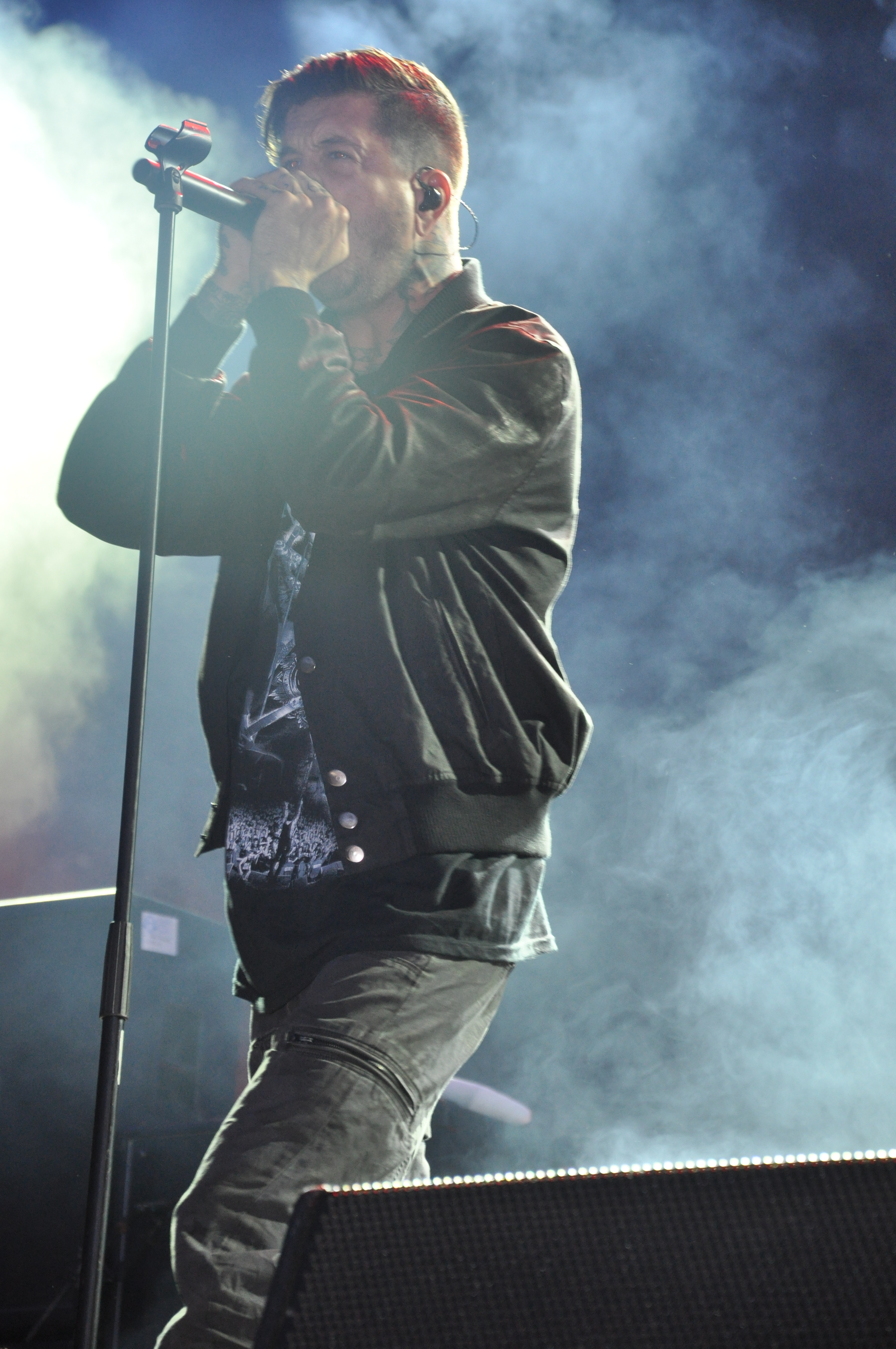
Austin Carlile degli Of Mice & Men

## Tracce
CD 1
1. Of Mice & Men – Bones Exposed
2. Bayside – Big Cheese
3. Saves the Day – In the In Between
4. Mayday Parade – Girls
5. Parkway Drive – Old Ghost/New Regrets
6. The Devil Wears Prada – Sailor's Prayer
7. Every Time I Die – Thirst
8. The Word Alive – Never Forget
9. Falling in Reverse – Bad Girls Club
10. Real Friends – Loose Ends
11. The Story So Far – All Wrong
12. Less Than Jake – Do the Math
13. We Are the In Crowd – Manners
14. Born of Osiris – Exhilarate
15. Terror – Live By the Code
16. I the Mighty – Speak to Me
17. Get Scared – Badly Broken
18. Crown the Empire – Two's Too Many
19. Marmozets – Why Do You Hate Me
20. The Summer Set – Lightning in a Bottle
21. The Maine – Ugly on the Inside
22. Mixtapes – Elevator Days
23. Front Porch Step – Drown
24. Rob Lynch – Broken Bones
25. I Fight Dragons – Burnadette

CD 2
1. Chunk! No, Captain Chunk! – Restart
2. Secrets – Maybe Next May
3. A Lot Like Birds – Next to Ungodliness
4. Lost in Society – Plastic
5. Well Hung Heart – Hellaby
6. Chelsea Grin – Letters
7. Stray from the Path – Counting Sheep
8. Alive Like Me – Start Again
9. Ghost Town – I'm Weird
10. Watsky – Fireworks
11. Air Dubai – Soul & Body
12. American Pinup – Creeper
13. State Champs – Elevated
14. Teenage Bottlerocket – Summertime
15. Brian Marquis – From Boston
16. Neck Deep – Losing Teeth
17. Elder Brother – Pennsylvania
18. Anberlin – Dead American
19. The Protomen – Light Up the Night
20. Issues – Stingray Affliction
21. Dangerkids – Fractions
22. Ice Nine Kills – The Power in Belief
23. Fit for a King – Warpath
24. For Today – Break the Cycle
25. Beartooth – I Have a Problem

## Classifiche
| Classifica (2014)         | Posizione massima |
| ------------------------- | ----------------- |
| Stati Uniti               | 34                |
| Stati Uniti (independent) | 3                 |
| Stati Uniti (alternative) | 9                 |
| Stati Uniti (hard rock)   | 2                 |
| Stati Uniti (rock)        | 11                |